# Centre des arts de Séoul
Le centre des arts de Séoul (en coréen : 예술의 전당 ; en anglais : Seoul Arts Center) est un ensemble de musées, salles d'expositions et salles de spectacles créé en 1988 situé à Séoul, en Corée du Sud. Il s'agit du plus grand du pays. Il accueille 2,5 millions de visiteurs par an.
L'ensemble comprend notamment des salles de concert, dont une de 2 600 places, un opéra avec une salle de 2 340 places et des salles de théâtre, le musée d'art Hangaram, qui accueille des expositions d'art contemporain, le musée d'art calligraphique de Séoul et le musée du design Hangaram. Il comporte aussi des installations en plein air. L'ensemble accueille des artistes et des expositions de tous pays,,.
Le centre des arts de Séoul héberge aussi plusieurs organisations artistiques, comme l'opéra national coréen, le ballet national coréen et le chœur national de Corée.
L'ensemble, d'une superficie totale de 22 hectares dont 12 de bâtiments,, est situé dans l'arrondissement de Seocho-gu au sud de Séoul, près de la station de métro Terminal des bus de Nambu.